# فتح أباد (تشناران)
فتح أباد (بالفارسية: فتح‌آباد) هي قرية تقع في قسم بيزكي الريفي (مقاطعة تشناران) في إيران. يقدر عدد سكانها بـ 166 نسمة .